# Leena Khamis
Leena Khamis (Camden, 19 giugno 1986) è una calciatrice australiana, di ruolo attaccante.
Ha inoltre indossato la maglia della nazionale australiana dalle giovanili fino alla nazionale maggiore, collezionando con quest'ultima 25 convocazioni e disputando un campionato mondiale, nell'edizione di Canada 2015.

## Palmarès

### Club
- Campionato australiano: 1 
  - Championship: Sydney FC: 2009
  - Premiership: Sydney FC: 2009, 2010-2011

### Nazionale
- Coppa d'Asia: 1

Campione: 2010
- AFF Women's Championship: 1

Campione: 2008
- Torneo di qualificazione OFC Under-19: 1

2004

### Individuali
- Golden Boot W-League: 1

2008-2009